# Lost Girl
Lost Girl ist eine kanadische Mystery-Serie, die ihre Premiere am 12. September 2010 auf dem kanadischen Kabelsender Showcase hatte. Die Serie wurde von Michelle Lovretta entwickelt und wird von Jay Firestone und Prodigy Pictures in Zusammenarbeit mit Shaw Media produziert. Die Serie beschreibt das Leben eines Succubus namens Bo, die versucht, ihre besonderen Fähigkeiten zu kontrollieren und ihre unbekannten Eltern zu finden.
Im Februar 2014 ging in Kanada die vierte Staffel der Serie zu Ende, eine fünfte wurde bereits kurze Zeit später bestellt. Diese wird zugleich die letzte Staffel sein und in zwei Hälften mit jeweils acht Episoden aufgeteilt. Die erste Hälfte wurde vom 7. Dezember 2014 bis zum 25. Januar 2015 ausgestrahlt, die zweite von 6. September bis 25. Oktober 2015.

## Handlung
Die Serie handelt von Bo, einem unter Menschen aufgewachsenen übernatürlichen Wesen. Sie ist ein Succubus, die Menschen und auch anderen übernatürlichen Wesen beim Küssen deren Lebensenergie entziehen und sie dadurch töten kann. Nachdem sie versehentlich ihre Jugendliebe getötet hat, flieht sie von zuhause und führt ein einsames Nomadenleben. Nach einer gewissen Zeit entwickelt Bo einen Hunger auf die Lebensenergie eines Menschen und muss dann jemanden töten, wonach sie an einen anderen Ort weiterzieht. In der ersten Folge rettet Bo ein Menschenmädchen namens Kenzi, die von nun an ihre Gefährtin und Freundin wird. Konfrontiert mit den Ältesten der übernatürlichen Wesen, die sich selbst Fae nennen, wird sie in deren Welt eingeführt. Bo entscheidet sich bewusst gegen eine der beiden Seiten Licht (Light) oder Finsternis (Dark), da sie nicht nur eine Schachfigur der beiden Mächte sein will, die sich seit Jahrtausenden misstrauen und am Rande eines Krieges stehen.
Mit Kenzi an ihrer Seite beginnt Bo, als Privatdetektivin zu arbeiten. Sowohl Light als auch Dark Fae nehmen ihre Dienste in Anspruch, da sie sich als einzig neutrale Person auf dem Territorium der jeweils anderen Fraktion bewegen kann. Bei ihren Ermittlungen wird sie von dem Polizisten Dyson, seinem Partner Hale und dem Barbesitzer Trick unterstützt, die ebenso wie Kenzi eine wichtige Rolle in ihrem Leben einnehmen. Die menschliche Ärztin Lauren, zu welcher sie neben Dyson eine romantische Beziehung entwickelt, hilft ihr mit einem Medikament bei der Unterdrückung der Gier nach Lebensenergie. Ihre genaue Abstammung bleibt während der ersten Staffel weitgehend unbekannt, es gibt aber immer wieder Hinweise, dass sie von großer Bedeutung sei. Die Suche nach ihrer Identität bestimmt zunächst Bos Leben. Im Laufe der zweiten Staffel findet sie mehr über sich selbst heraus und lernt die Welt der Fae näher kennen. Sie wird stärker, sieht sich aber auch zunehmend mit ihren Ängsten konfrontiert und muss sich mehr anstrengen, um ihre Freunde zu schützen.

## Produktion und Ausstrahlung
Showcase verlängerte die Serie nach guten Quoten und Kritiken um eine zweite Staffel, die ab dem 4. September 2011 ausgestrahlt wurde. Die Produktion einer dritten Staffel wurde im Dezember 2011 angekündigt und vom 6. Januar bis zum 14. April 2013 ausgestrahlt. Am 28. Februar 2013 gab Showcase die Verlängerung um eine vierte Staffel bekannt. Diese wurde zwischen dem 10. November 2013 und dem 16. Februar 2014 ausgestrahlt. Wenige Wochen nach dem Staffelfinale wurde die Serie um eine fünfte Staffel verlängert. Im August 2014 wurde bekannt gegeben, dass mit der fünften Staffel die Serie enden werde. Auf Grund dessen wurde die Episodenanzahl von 13 auf 16 erhöht. Des Weiteren wird diese Staffel in zwei Teile geteilt. Die ersten acht Episoden wurden ab dem 7. Dezember 2014 ausgestrahlt, die anderen vom 6. September bis 25. Oktober 2015.

### Ausstrahlung im deutschen Sprachraum
Am 4. März 2013 gab Sony Pictures Television bekannt, dass die Serie zum Launch des neuen Pay-TV-Senders Sony Entertainment Television gezeigt würde. Vom 22. April bis zum 2. Juni 2013 wurde dort als deutschsprachige Erstausstrahlung die erste Staffel und direkt darauffolgend vom 2. Juni bis zum 18. August 2013 die zweite Staffel – jeweils meist in Doppelfolgen – gesendet. Vom 5. Januar bis zum 17. Februar 2014 zeigte der Sender die dritte Staffel. Vom 1. Juli bis zum 12. August 2014 war die Ausstrahlung der vierten Staffel in Doppelfolgen zu sehen.
Im Juli 2013 vermeldete der Sender Super RTL den Erwerb der Ausstrahlungsrechte an Lost Girl für das deutsche Free-TV. Der Sender begann die Ausstrahlung am 16. Oktober 2013 und zeigte die erste Staffel bis zum 15. Januar 2014. Direkt im Anschluss folgte die zweite Staffel.

## Besetzung und Synchronisation
Ende des Jahres 2012 wurde die Synchronfirma Berliner Synchron mit den Synchronarbeiten beauftragt. Die Dialogregie führt dabei Dennis Schmidt-Foß, der zusammen mit seiner Kollegin Bianca Krahl auch für das Verfassen der Synchronbücher verantwortlich ist.

### Hauptbesetzung
| Rollenname                     | Schauspieler     | Bild             | Hauptrolle (Episoden)     | Synchronsprecher   |
| ------------------------------ | ---------------- | ---------------- | ------------------------- | ------------------ |
| Beth „Bo“ Dennis               | Anna Silk        | Anna Silk        | 1x01–5x16                 | Ranja Bonalana     |
| Dyson Thornwood                | Kris Holden-Ried | Kris Holden-Ried | 1x01–5x16                 | Markus Pfeiffer    |
| Mackenzie „Kenzi“ Malikov      | Ksenia Solo      | Ksenia Solo      | 1x01–5x02 5.10, 5.14–5.16 | Tanya Kahana       |
| Fitzpatrick „Trick“ McCorrigan | Richard Howland  |                  | 1x01–5x16                 | Lutz Schnell       |
| Dr. Lauren Lewis               | Zoie Palmer      | Zoie Palmer      | 1x01–5x16                 | Ulrike Stürzbecher |
| Hale Santiago                  | K. C. Collins    | K. C. Collins    | 1x01–4x11                 | Dennis Schmidt-Foß |

### Neben- und Gastbesetzung
Zu den wichtigen Neben- und Gastdarstellern mit Auftritten in mehr als einer Episode zählen (sortiert nach dem ersten Auftritt):
| Staffel 1 - Clé Bennett als Ash - Emmanuelle Vaugier als Evony Fleurette Marquise/Morrigan - Aron Tager als Mayer - Paul Amos als Vex - Inga Cadranel als Aife McCorrigan/Saskia - Kate Trotter als The Norn Staffel 2 - Vincent Walsh als Lachlan - Lina Roessler als Ciara O’Breen - Athena Karkanis als Nadia - Aaron Ashmore als Nate - Anthony Lemke als Ryan Lambert | Staffel 3 - Rachel Skarsten als Tamsin - Shawn Doyle als Dr. Isaac Taft - Tim Rozon als Massimo - Rob Archer als Bruce - Deborah Odell als Stella Nashira Staffel 4 - Mia Kirshner als Clio - Ali Liebert als Crystal - Kyle Schmid als Rainer/The Wanderer Staffel 5 - Luke Bilyk als Mark (Sohn von Dyson) |

## DVD-Veröffentlichungen
Vereinigte Staaten
- Die erste Staffel erschien am 23. Oktober 2012
- Die zweite Staffel erschien am 13. November 2012
- Die dritte Staffel erschien am 19. November 2013
- Die vierte Staffel erschien am 24. Juni 2014

Großbritannien
- Die erste Staffel erschien am 25. Februar 2013
- Die zweite Staffel erschien am 9. September 2013
- Die dritte Staffel erschien am 3. März 2014
- Die vierte Staffel erschien am 19. Mai 2014

Deutschland
- Die erste Staffel erschien am 1. August 2013
- Die zweite Staffel erschien am 23. Januar 2014
- Die dritte Staffel erschien am 14. April 2014
- Die vierte Staffel erschien am 6. November 2014
- Die fünfte Staffel erschien am 14. April 2016